# Ayagawa
Ayagawa (綾川町, Ayagawa-chō) est un bourg du district d'Ayauta, dans la préfecture de Kagawa, au Japon.

## Géographie

### Situation
Le bourg d'Ayagawa est situé dans le centre de la préfecture de Kagawa, au Japon.

### Démographie
Au 1er octobre 2016, la population d'Ayagawa s'élevait à 24 586 habitants répartis sur une superficie de 109,75 km2.

## Histoire
Ayagawa est issu de la fusion des anciens bourgs d'Ayakami et Ryōnan le 21 mars 2006.

## Transports
Ayagawa est desservi par la ligne Kotohira de la compagnie Kotoden.